# Les Planchettes
Les Planchettes je obec v kantonu Neuchâtel na západě Švýcarska. Žije zde 209 obyvatel.

## Geografie

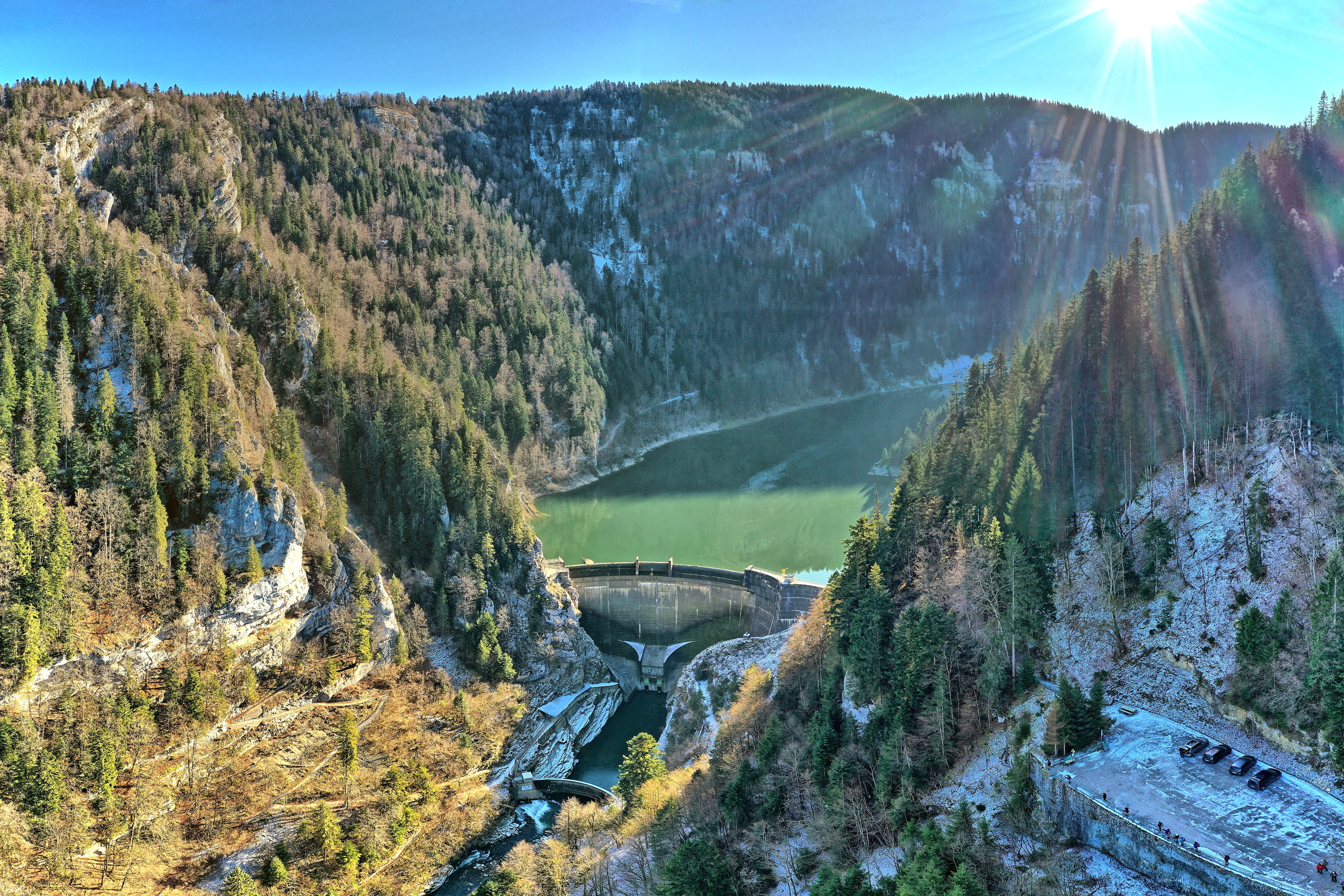
Přehrada Barrage du Châtelot‎ na řece Doubs

Les Planchettes leží v nadmořské výšce 1063 metů, vzdušnou čarou pět kilometrů západně od města La Chaux-de-Fonds. Zemědělská obec se rozkládá na severním svahu Pouillerel v Neuchâtelském Jurovi, asi 400 výškových metrů nad hluboce zaříznutým údolím řeky Doubs.
Území obce o rozloze 11,7 km² pokrývá severní svah masivu Pouillerel, který je v horní části poměrně plochý, v dolní části velmi strmý a částečně protkaný skalnatými pásy. Nejvyšší bod Les Planchettes leží v nadmořské výšce 1276 m na hřebeni Pouillerel. Zde se nacházejí rozsáhlé jurské vysokohorské pastviny s typickými mohutnými smrky stojícími buď jednotlivě, nebo ve skupinách. Severní a západní hranici obce tvoří řeka Doubs, která je zároveň státní hranicí s Francií. Západně od obce je Doubs přehrazena v údolí soutěskovitého tvaru s nápadnými skalními stěnami (Creux de Moron) a tvoří jezero Lac de Moron, jehož východní polovina leží na území obce. V roce 1997 tvořila zastavěná plocha 3 % rozlohy obce, lesy a lesní pozemky 58 %, zemědělství 37 % a neproduktivní půda něco málo přes 2 %.
K Les Planchettes patří vesnice Le Dazenet, ležící v nadmořské výšce 920 m na ostrohu nad údolím Doubs, a četné jednotlivé farmy roztroušené po kopcích Jury. Sousedními obcemi Les Planchettes jsou Le Locle a La Chaux-de-Fonds v kantonu Neuchâtel a Villers-le-Lac a Grand’Combe-des-Bois v sousední Francii.

## Historie

Historický pohled na přehradu na Doubs (1955)

Oblast Les Planchettes byla kultivována až po 15. století osadníky z údolí Val de Ruz a Vallée des Ponts. Statky spadaly pod panství Valangin, které nakonec v roce 1592 připadlo Neuchâtelu. Od roku 1648 byl Neuchâtel knížectvím a od roku 1707 byl personální unií připojen k Pruskému království. V roce 1806 bylo území postoupeno Napoleonovi a v roce 1815 v rámci Vídeňského kongresu připadlo Švýcarské konfederaci, ačkoli pruští králové zůstali až do Neuchâtelské smlouvy z roku 1857 rovněž knížaty Neuchâtelu. V roce 1812 se osady Le Grand-Quartier a Le Dazenet sloučily a vytvořily obec Les Planchettes.

## Obyvatelstvo
Les Planchettes je s 214 obyvateli (k 31. prosinci 2021) podle počtu obyvatel nejmenší samostatnou obcí kantonu Neuchâtel. Z celkového počtu obyvatel je 91,1 % francouzsky mluvících, 7,1 % německy mluvících a 0,9 % hovoří nizozemsky (stav k roku 2000).

## Hospodářství
Les Planchettes je stále převážně zemědělskou obcí s převažujícím chovem dobytka a produkcí mléka. Mimo primární sektor je zde několik pracovních míst v místních malých podnicích a ve dvou elektrárnách na řece Doubs. Někteří zaměstnanci také dojíždějí za prací do nedalekého La Chaux-de-Fonds.

## Doprava
Obec leží mimo hlavní silnice, hlavní přístup do ní vede z La Chaux-de-Fonds. Obec je napojena na síť veřejné dopravy prostřednictvím poštovní autobusové linky, která jezdí z La Chaux-de-Fonds do Les Planchettes a příležitostně do Biaufondu na řece Doubs.